# Baseball Club La Rochelle Boucaniers
Uniformes
Les Boucaniers de La Rochelle est un club de Baseball situé à La Rochelle en Charente-Maritime, créé le 22 septembre 1985. Le terrain se situe dans le quartier de Port-Neuf au Nord de la ville.
Le Club évolue en Division 1 (Top 12 du Baseball Français), en Régionale 1 et en Championnat de Nouvelle-Aquitaine de Softball.
Les Boucaniers disposent d'un terrain principal aux dimensions Olympiques, d'un Mini Stadium pour les joueurs âgés de 6 à 9 ans, de cages de frappes, d'un espace Work-out et d'un local à matériels.